# Сједињене Америчке Државе на Светском првенству у атлетици у дворани 2012.
Сједињене Америчке Државе су учествовале на Светском првенству у атлетици у дворани 2012. одржаном у Истанбулу од 9. до 11. марта, четрнаести пут, односно на свим Светским првенствима у дворани. САД су пријавиле 60 учесника (29 мушкараца и 31 жена), који су се такмичили у 25 дисциплине (13 мушких и 12 женских).
На овом првенству САД су освојиле 18 медаља (10 златних, 3 сребрне и 5 бронзаних медаља) и заузеле 1. место.
У табели успешности (према броју и пласману такмичара који су учествовали у финалним такмичењима (првих 8 такмичара) САД су са 29 финалиста и 172 бода убедљиво победиле другопласирану Русију са 23 финалисте и 105 бодова.
| Плас. | Земља            | 1. место | 2. место | 3. место | 4. место | 5. место | 6. место | 7. место | 8. место | Бр. финал. | Бод. |
| ----- | ---------------- | -------- | -------- | -------- | -------- | -------- | -------- | -------- | -------- | ---------- | ---- |
| 1.    | Сједињене Државе | 10       | 3        | 5        | 5        | 1        | 3        | 1        | 1        | 29         | 172  |

## Учесници
Пријављено је 60 такмичара (29 мушкараца и 31 жена), међутим наступило је 47 такмичара (24 мушкарца и 23 жене). 
| Дисциплина   | Спортисти                                                                                     | Спортисти                                                   |
| Дисциплина   | Мушкарци                                                                                      | Жене                                                        |
| ------------ | --------------------------------------------------------------------------------------------- | ----------------------------------------------------------- |
| 60 м         | Џастин Гатлин Трел Кимонс                                                                     | Тијана Бартолета Барбара Пијер                              |
| 400 м        | Калвин Смит млађи Гил Робертс                                                                 | Сања Ричардс-Рос Наташа Хејстингс                           |
| 800 м        | Мајкл Рут Теван Еверт                                                                         | Ерика Мур Фиби Рајт                                         |
| 1.500 м      | Метју Сентровиц Гален Рап                                                                     | Бренда Мартинез Сара Вон                                    |
| 3.000 м      | Лопез Ломонг Бернард Лагат                                                                    | Џеки Аресон Сара Хол                                        |
| 60 м препоне | Ариес Мерит Кевин Крадок                                                                      | Vanneisha Ivy Кристи Кастлин                                |
| 4 х 400 м    | Френки Рајт Калвин Смит млађи² Мантео Мичел Гил Роберт² Џамал Торанс Quentin Iglehart-Summers | Лесли Кол Наташа Хејстингс² Jernail Hayes Сања Ричардс-Рос² |

| Дисциплина   | Спортисти                  | Спортисти                              |
| Дисциплина   | Мушкарци                   | Жене                                   |
| ------------ | -------------------------- | -------------------------------------- |
| Скок увис    | Џеси Вилијамс              | Шонте Хауард Лоу Иника Макферсон       |
| Скок мотком  | Бред Вокер Скот Рот        | Лејси Џенсон Мери Саксер               |
| Скок удаљ    | Вил Клеј                   | Џанеј Делоуч Сукап Бритни Рис          |
| Троскок      | Кристијан Тејлор Вил Клеј² | Аманда Смок                            |
| Бацање кугле | Рис Хофа Рајан Вајтинг     | Мишел Картер Џилијан Камарена-Вилијамс |
| Седмобој     | Ештон Итон                 |                                        |

## Освајачи медаља

### Злато (10)
- Џастин Гатлин — 60 м
- Сања Ричардс-Рос — 400 м
- Бернард Лагат — 3.000 м
- Ариес Мерит — 60 м препоне
- Френки Рајт, Калвин Смит млађи, 
 Мантео Мичел, Гил Робертс, 
 Џамал Торанс*, Quentin Iglehart-Summers* — 4 х 400 м
- Шонте Хауард — Скок увис
- Бритни Рис — Скок удаљ
- Вил Клеј — Троскок
- Рајан Вајтинг — Бацање кугле
- Ештон Итон — Десетобој

### Сребро (3)
- Leslie Cole, Наташа Хејстингс, 
 Jernail Hayes, Сања Ричардс-Рос — 4 х 400 м
- Џанај ДеЛоах — Скок удаљ
- Кристијан Тејлор — Троскок

### Бронза (5)
- Тијана Бартолета — 60 м
- Наташа Хејстингс — 400 м
- Ерика Мур — 800 м
- Бред Вокер — Скок мотком
- Мишел Картер — Бацање кугле

## Резултати

### Мушкарци
| Атлетичар                                                                                       | Дисциплина   | Лични рекорд | Квалификације  | Квалификације  | Полуфинале           | Полуфинале     | Финале               | Финале         | Детаљи |
| Атлетичар                                                                                       | Дисциплина   | Лични рекорд | Резултат       | Место          | Резултат             | Место          | Резултат             | Место          | Детаљи |
| ----------------------------------------------------------------------------------------------- | ------------ | ------------ | -------------- | -------------- | -------------------- | -------------- | -------------------- | -------------- | ------ |
| Џастин Гатлин                                                                                   | 60 м         | 6,45         | 6,64           | 1. у гр. 7 КВ  | 6,50                 | 1. у пф, 1 КВ  | 6,46 ЛРС             |                |        |
| Трел Кимонс                                                                                     | 60 м         | 6,45         | 6,70           | 1. у гр. 6 КВ  | 6,61                 | 1. у пф, 3 КВ  | 6,60                 | 4 / 57 (61)    |        |
| Калвин Смит млађи                                                                               | 400 м        | 45,61        | 47,46          | 2. у гр. 6 КВ  | 47,09                | 4. у пф. 2     | Није се квалификовао | 12 / 31 (32)   |        |
| Гил Робертс                                                                                     | 400 м        | 45,9         | 47,57          | 1. у гр. 4 КВ  | 47,01                | 4. у пф. 1     | Није се квалификовао | 11 / 31 (32)   |        |
| Мајкл Рут                                                                                       | 800 м        | 1:47,11      | 1:49,72        | 2. у гр. 6 КВ  | 1:48,88              | 1. у пф. 2 КВ  | 1:51,47              | 6 / 32         |        |
| Теван Еверт                                                                                     | 800 м        | 1:47,36      | 1:50,67        | 3. у гр. 1 КВ  | 1:49,57              | 6. у пф. 3     | Није се квалификовао | 16 / 32        |        |
| Метју Сентровиц                                                                                 | 1.500 м      | 3:38,92      | 3:39,54        | 4. у гр. 2 кв  |                      |                | 3:47,42              | 7 / 23         |        |
| Гален Рап                                                                                       | 1.500 м      | 3:43,96      | 3:43,39 ЛР     | 5. у гр. 1     | Није се квалификовао | 12 / 23        |                      |                |        |
| Лопез Ломонг                                                                                    | 3.000 м      | 7:49,74      | 7:50,36 ЛРС    | 5. у гр. 1 кв  | 7:44,6 ЛР            | 6 / 21         |                      |                |        |
| Бернард Лагат                                                                                   | 3.000 м      | 7:32,43 НР   | 7:57,68        | 3. у гр. 2 КВ  | 7:41,44 ЛРС          |                |                      |                |        |
| Ариес Мерит                                                                                     | 60 м препоне | 7,43         | 7,66           | 1. у гр. 4 КВ  | 7,65                 | 2. у пф, 2 КВ  | 7,44                 |                |        |
| Кевин Крадок                                                                                    | 60 м препоне | 7,46         | Није стартовао | Није стартовао | Није стартовао       | Није стартовао | Није стартовао       | Није стартовао |        |
| Френки Рајт Калвин Смит млађи² Мантео Мичел Гил Роберт² Џамал Торанс* Quentin Iglehart-Summers* | 4 х 400 м    | 3:01,96 НР   | 3:07,47 НРС    | 1. у гр. 1 КВ, |                      |                | 3:03,94 НРС          |                |        |
| Џеси Вилијамс                                                                                   | Скок увис    | 2,36         | 2,29           | = 6 кв         | 2,31                 | 6 / 19         |                      |                |        |
| Бред Вокер                                                                                      | Скок мотком  | 5,86         |                |                | 5,80                 |                |                      |                |        |
| Скот Рот                                                                                        | Скок мотком  | 5,72         | БП             | БП             |                      |                |                      |                |        |
| Вил Клеј                                                                                        | Скок удаљ    | 8,24         | 7,91           | 7 кв           | 8,05                 | 4 / 15         |                      |                |        |
| Вил Клеј                                                                                        | Троскок      | 17,50        | 17,01          | 4 КВ           | 17,70 СРС, ЛР        |                |                      |                |        |
| Кристијан Тејлор                                                                                | Троскок      | 17,96        | 17,39 ЛРС      | 1 КВ           | 17,63 ЛРС            |                |                      |                |        |
| Рис Хофа                                                                                        | Бацање кугле | 22,11        | 21,23          | 2 КВ           | 21,55                | 4 / 19 (20)    |                      |                |        |
| Рајан Вајтинг                                                                                   | Бацање кугле |              | 20,37          | 16 кв          | 22,00 СРС,           |                |                      |                |        |

Звездицом су означени чланови штафете који су учествовали само у квалификацијама, али су добили медаље.
 Бројам се означени чланови штафете који су се такмичили и у некој од појединачни дисциплина
Седмобој
| Дисциплина   | Ештон Итон | Ештон Итон   | Ештон Итон | Ештон Итон | Ештон Итон                | Ештон Итон |
| Дисциплина   | Лич. рек.  | Резултат     | Бод.       | Плас.      | Укупно                    | Плас.      |
| ------------ | ---------- | ------------ | ---------- | ---------- | ------------------------- | ---------- |
| 60 м         | 6,66       | 6,79         | 958        | 1          |                           |            |
| Скок удаљ    |            | 8,16 ЛР      | 1.102      | 1          | 2.060                     | 1.         |
| Бацање кугле |            | 14,56 ЛРС    | 763        | 3          | 2.823                     | 1.         |
| Скок увис    | 2,11       | 2,03 ЛРС     | 831        | 3          | 3.654                     | 1.         |
| 60 м препоне | 7,60       | 7,68         | 1.064      | 1          | 4.718                     | 1.         |
| Скок мотком  | 5,26       | 5,20 ЛРС     | 972        | 1          | 5.690                     | 1.         |
| 1.000 м      | 2:32,67    | 2:32,78 РСПв | 955        | 1          |                           |            |
| Седмобој     | 6.568 НР   |              |            |            | 6.645 СРд,РСПд, САРд, НРд |            |

### Жене
| Атлетичар                                                   | Дисциплина   | Лични рекорд | Квалификације  | Квалификације  | Полуфинале            | Полуфинале            | Финале                | Финале         | Детаљи |
| Атлетичар                                                   | Дисциплина   | Лични рекорд | Резултат       | Место          | Резултат              | Место                 | Резултат              | Место          | Детаљи |
| ----------------------------------------------------------- | ------------ | ------------ | -------------- | -------------- | --------------------- | --------------------- | --------------------- | -------------- | ------ |
| Тијана Бартолета                                            | 60 м         | 7,02         | 7,24           | 2. у гр. 8 КВ  | 7,17                  | 2. у пф. 2 КВ         | 7,09                  |                |        |
| Барбара Пијер                                               | 60 м         | 7,09         | 7,24           | 1. у гр. 2 КВ  | 7,19                  | 3. у пф. 1 КВ         | 7,14                  | 4 / 62 (64)    |        |
| Сања Ричардс-Рос                                            | 400 м        | 50,71        | 52,81          | 1. у гр. 3 КВ  | 50,99                 | 1. у пф. 3 КВ         | 50,79                 |                |        |
| Наташа Хејстингс                                            | 400 м        | 50,80        | 53,64          | 1. у гр. 5 КВ  | 51,87                 | 1. у пф. 1 КВ         | 51,82                 |                |        |
| Ерика Мур                                                   | 800 м        | 2:02,92      | 2:00,24 ЛР     | 2. у гр. 3 кв  |                       |                       | 1:59,97 ЛР            |                |        |
| Фиби Рајт                                                   | 800 м        | 2:00,39      | 2:03,11        | 4. у гр. 1     | Није се квалификовала | 10 / 17 (19)          |                       |                |        |
| Бренда Мартинез                                             | 1.500 м      | 4:09,96      | 4:11,30        | 6. у гр. 2     | Није се квалификовала | 7 / 13 (15)           |                       |                |        |
| Сара Вон                                                    | 1.500 м      | 4:13,12      | 4:17,46        | 6. у гр. 1     | Није се квалификовала | 12 / 13 (15)          |                       |                |        |
| Џеки Аренс                                                  | 3.000 м      | 9:01,91      | 9:12,62 ЛРС    | 4. у гр. 1 КВ  | 9:12,50 ЛРС           | 10 / 21               |                       |                |        |
| Сара Хол                                                    | 3.000 м      | 8:53,72      | 9:02,49        | 5. у гр. 2 кв  | 8:59,95               | 8 / 21                |                       |                |        |
| Vanneisha Ivy                                               | 60 м         | 7,93 02      | 8,28           | 4. у гр. 4     | Није се квалификовала | Није се квалификовала | Није се квалификовала | 17 / 28 (31)   |        |
| Кристи Кастлин                                              | 60 м         | 7,02         | Није стартовао | Није стартовао | Није стартовао        | Није стартовао        | Није стартовао        | Није стартовао |        |
| Лесли Кол Наташа Хејстингс² Jernail Hayes Сања Ричардс-Рос² | 4 х 400 м    | 3:27,34 НР   |                |                |                       |                       | 3:28,79               |                |        |
| Шонте Хауард Лоу                                            | Скок увис    | 2,02 НР      | 1,95           | = 6 кв         |                       |                       | 1,98                  |                |        |
| Иника Макферсонс                                            | Скок увис    | 1,87         | Без пласмана   | Без пласмана   | Није се квалификовала | Није се квалификовала |                       |                |        |
| Лејси Џенсон                                                | Скок мотком  | 4,66         |                |                | 4,65 ЛРС              | 5 / 14 (16)           |                       |                |        |
| Мери Саксер                                                 | Скок мотком  |              | 4,30           | 14 / 14 (16)   |                       |                       |                       |                |        |
| Бритни Рис                                                  | Скок удаљ    | 6,89         | 6,72           | 3. КВ          | 723                   |                       |                       |                |        |
| Џанеј Делоуч Сукап                                          | Скок удаљ    | 6,99         | 6,90 ЛРС       | 1. КВ          | 6,98 ЛРС              |                       |                       |                |        |
| Аманда Смок                                                 | Троскок      | 13,77        | 13,25          | 13. у пф. А    | Није се квалификовала | 26 / 28 (30)          |                       |                |        |
| Мишел Картер                                                | Бацање кугле | 19,27        | 18,61          | 5 КВ           | 19,58 ЛР              |                       |                       |                |        |
| Џилијан Камарена-Вилијамс                                   | Бацање кугле | 19,89 НР     | 19,11          | 3 КВ           | 19,44                 | 4 / 17,18             |                       |                |        |